# Ponte a Moriano
Ponte a Moriano è una frazione del comune di Lucca, divisa in quattro territori: San Gemignano di Moriano, Saltocchio, Santo Stefano di Moriano e Sesto di Moriano. La frazione è il centro più importante dell'area settentrionale del comune di Lucca e include un ponte, dedicato ad Ansano di Siena, che unisce i quattro territori attraverso il fiume Serchio: dal 1992 il ponte conferisce alla frazione il nome.
Ponte a Moriano confina con altre frazioni di Lucca e Capannori: Brancoli a nord, Aquilea a ovest, Palmata a est e Marlia a sud. Si trova a circa 9 km dalle Mura Urbane di Lucca e contava 4 225 abitanti a fine 2021.

## Storia

### Origini del nome
Il vescovo Rangerio che ricorda il castello di Sesto Moriano nel suo poema, ne spiega anche il nome :v.5277 "Vicus abest Luca fere per sex milia Sextus,Hoc illi nomen contulit hic numerus".
Le origini del nome Moriano sono incerte. Secondo la proposta oggi più accettata, sostenuta in particolare da Riccardo Ambrosini, deriva dal nome latino di persona, Murrius, da cui sarebbe stato formato l'aggettivo Murrianus per indicare un "terreno di Murrio". In seguito la parola si è trasformata in Morianus e Moriano. Secondo un'altra ipotesi il nome potrebbe derivare dal latino mora, "sosta"; nella frazione è in effetti presente una località chiamata "La Mora".
La parola Murianese è attestata per la prima volta in una pergamena del 752 conservata oggi nell'Archivio dell'Arcivescovato di Lucca. I nomi Moriano e morianese, in ogni caso, indicano un'ampia zona a nord della città di Lucca, zona oggi suddivisa in svariate frazioni e che non coincide con il territorio dell'odierna Ponte a Moriano.

### Età classica

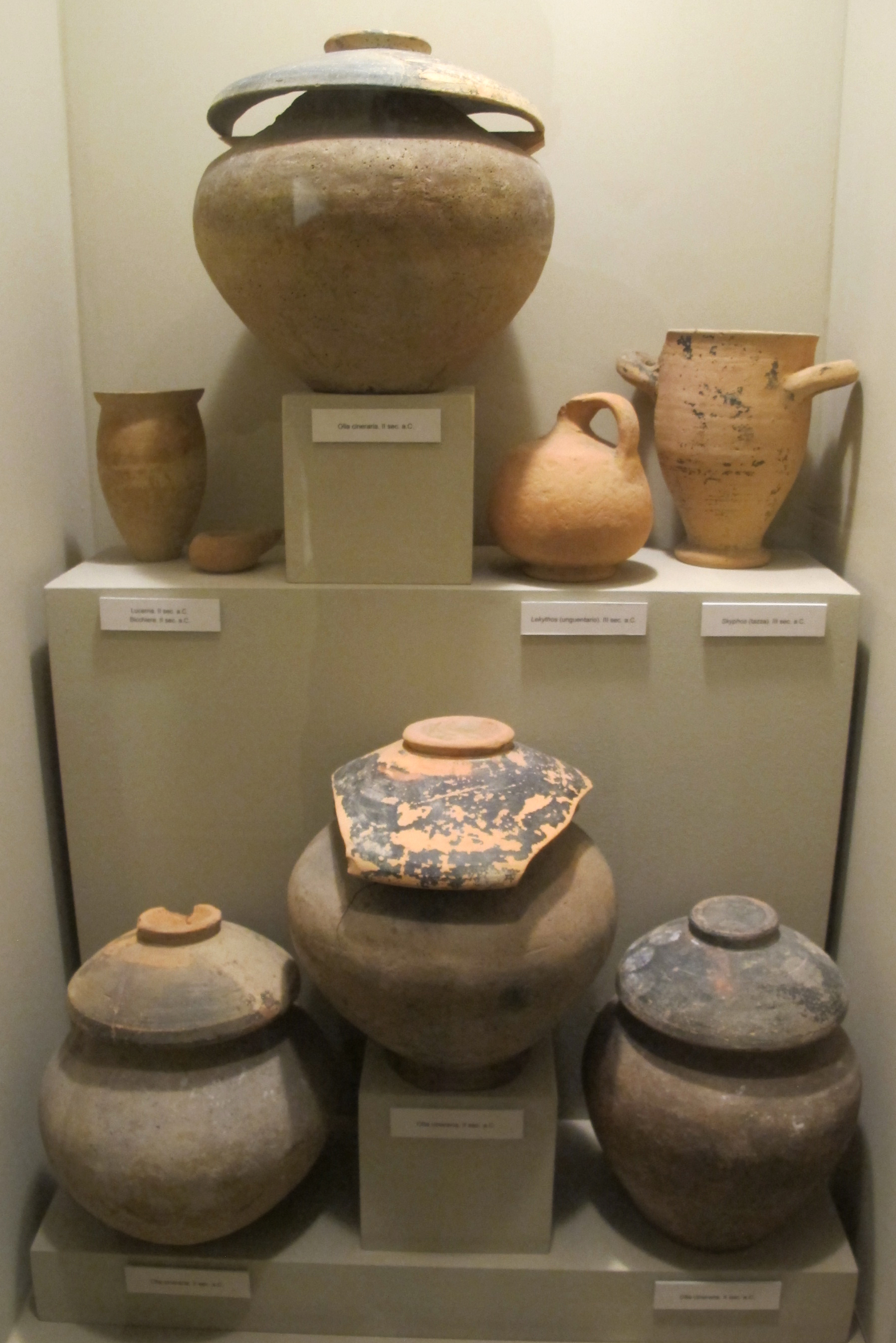
Reperti risalenti al II secolo a.C. ritrovati a Ponte a Moriano

Nel IV secolo, la zona di Moriano si trovava al confine tra il territorio degli etruschi e quello dei liguri apuani. Gli scavi archeologici compiuti nel territorio nel Settecento e nell'Ottocento hanno portato alla luce alcuni resti che mostrano una presenza etrusca. I liguri iniziarono invece a controllare la zona a nord del Serchio nel IV secolo a. C. Nel secolo successivo, i liguri entrarono in contatto coi romani, i quali avevano nel frattempo conquistato la Toscana settentrionale. Dopo vari decenni, i romani sconfissero definitivamente i liguri e controllarono la zona fra le due regioni di Pisa e Luni. Dovendo potenziare le vie di comunicazione dopo la fondazione della colonia romana di Lucca nel 180 a. C., i romani utilizzarono il percorso delle mulattiere liguri: fu proprio per quel motivo che Ponte a Moriano iniziò ad avere una notevole importanza.

### La jura vescovile
La più antica giurisdizione presente sul territorio morianese è quella della cosiddetta "jura vescovile", un territorio controllato direttamente dai vescovi di Lucca. Nonostante la sua vicinanza alla città di Lucca, la jura rimase indipendente dal 980 al 1728.
Il centro della jura era il preesistente Castello di Santo Stefano, fondato dal vescovo di Lucca Pietro II e citato per la prima volta attorno al 915. Il castello, collocato in un'area in cui i vescovi avevano già acquisito diversi possedimenti, permetteva di controllare le vie di comunicazione e i traffici con la Garfagnana.
Il 31 dicembre 980 l'imperatore Ottone II conferì a Guido, successore di Pietro II, il feudo del castello di Moriano: questo viene considerato l'atto formale di creazione della jura. Essa nel 1075 circa comprendeva i territori delle ville di Santo Stefano, San Lorenzo, Sant'Angelo (poi San Michele di Villorbana) e San Quirico. Successivamente, la jura inglobò i territori di Sesto, Aquilea e Mammoli, a cui si aggiunsero, nel 1078, la pieve di Santa Maria e Diecimo, donate ad Anselmo di Lucca da Matilde di Canossa.
Nel corso dei secoli, la Repubblica di Lucca cercò più volte di sottrarre al vescovo i territori della jura, ma senza successo. Nel 1080 si ebbe il primo scontro: Anselmo II fu costretto a rifugiarsi nel castello per difendersi dai lucchesi scismatici, supportati da Enrico IV. Soltanto la strenua difesa dei morianesi, molto fedeli al vescovo, riuscì a salvare il Castello.
A partire dal XIII secolo, il vescovo di Lucca iniziò a riconoscere legalmente le varie comunità rurali createsi nella zona come paesini autonomi: nacquero così i comuni del Morianese. Il primo fu Moriano, nel 1121, cui seguirono, nell'ordine, Diecimo, Aquilea e Sesto.
In un documento del 1196 viene citato un uomo, Manfredo, proveniente da Ponte de Moriano, toponimo con cui si indicava la zona della piaggia del ponte. Tale toponimo iniziò a essere di uso comune nel secolo seguente; il notaio Uberto di ser Geminiano, attivo nella zona almeno tra il 1306 e il 1341, fu il primo a definirsi "di Ponte a Moriano".
Nel 1308, in uno degli Atti di cancelleria del periodo, il Comune di Lucca affermò di avere il controllo giurisdizionale sulle pievi di Sesto, Diecimo e Aquilea. Enrico II l'anno dopo rispose a questa nota con la scomunica dei principali rappresentanti del Comune. L'episodio più violento si verificò proprio a partire da quella scomunica: Uguccione della Faggiola, signore di Lucca, nel 1316 attaccò e distrusse il castello di Aquilea.
Il controllo vescovile sulla jura si mantenne comunque anche nei secoli successivi. Una rolla militare di inizio XVII secolo dimostra per esempio l'autonomia della jura, i cui comuni erano uniti col vescovo. La rolla contava 208 uomini, suddivisi fra i vari comuni esistenti.

### Dalla jura alla Repubblica di Lucca
Nel 1647 la Repubblica di Lucca inviò il diplomatico Lorenzo Saminiati a Roma per discutere col Papa sulla cessione della jura di Santo Stefano alla Repubblica lucchese, ma la missione ebbe esito negativo.
Le trattative andarono avanti comunque per molto tempo e nel 1726 il Pontefice approvò la loro prosecuzione: la Repubblica convinse il Papato adducendo ragioni di sicurezza pubblica, viste le difficoltà a gestire i frequenti atti di criminalità della zona e l'assistenza che alcuni locali avrebbero offerto ad alcuni criminali già noti alle forze dell'ordine repubblicane. Oltre a ciò, gli Anziani convinsero il Papa che il vescovo non era feudatario dell'imperatore, ma che il territorio era una donazione.
Il 6 marzo 1728, l'imperatore Carlo VI annunciò che l'arcivescovato di Lucca aveva perso il controllo sulla jura di Moriano: la Repubblica di Lucca poteva quindi annettere i vari comuni al suo territorio, ma in cambio avrebbe dovuto versare al vescovo una rendita di 300 scudi annui come risarcimento per le terre perdute. I lucchesi poterono, inoltre, completare l'espansione del territorio della Repubblica verso Borgo a Mozzano e le comunità della Valdottavo e della Val Pedogna, con cui era rimasta collegata tramite le strade medievali, grazie alla costruzione della Via Ludovica che collega tuttora Lucca e Borgo a Mozzano, la quale fu ultimata solo nel 1835. Dal 1728 il territorio di Moriano fu quindi annesso a Lucca.

### L'Ottocento

#### Il primo Ottocento
Nel primo Ottocento molti dei terreni agricoli del Morianese erano di proprietà di nobili famiglie mercantili lucchesi, come i Trenta, i Boccella e i Cenami. Tali famiglie già nel corso del Cinquecento avevano deciso di costruire le loro residenze di campagna, come Villa Mennucci, Villa Bertolli e Villa Laurenzi, nella zona delle colline morianesi.
Nella zona si coltivavano cereali come orzo e grano, anche se salendo verso i colli venivano coltivati anche olivo e vigneto. La maggior parte del grano veniva destinato alla città, cosicché gli agricoltori dovevano accontentarsi di cereali minori: in alcune famiglie soltanto l'impegno delle donne nelle filande di Moriano riusciva a evitare una situazione di povertà assoluta.

#### Industrializzazione
Dopo l'Unità d'Italia a Ponte a Moriano iniziarono le attività industriali, facilitate dalla presenza del Serchio. Questo nuovo impulso all'economia locale, tuttavia, non ebbe un effetto profondo sulla società: molti dei nuovi posti di lavoro andarono a operai specializzati, provenienti da altre zone d'Italia, che iniziarono quindi a migrare verso la frazione. Se a inizio secolo la popolazione della frazione non arrivava a 1 500 abitanti, nel 1881 i luoghi che avrebbero costituito la frazione di Ponte a Moriano avevano già 2 464 abitanti.
Già nel 1866, per sfruttare la presenza del Serchio, il Ministero della Guerra fece stanziare un finanziamento per la costruzione di una fabbrica di fucili a Moriano; il progetto tuttavia non ebbe seguito. La prima attività industriale sul territorio fu quindi, nel 1874, una fonderia edificata nella località "ai Gialli", al confine fra San Gemignano e Santo Stefano di Moriano, dalla società Henry dopo lunghe trattative tra il suo titolare, il piemontese Pietro Henry, e la Giunta comunale. L'attività ebbe però vita breve, visto che già nel dicembre 1877 venne dichiarato il fallimento della compagnia.

#### Balestrieri e lo iutificio
Alla liquidazione della fonderia Henry, il ligure Emanuele Balestrieri rilevò la fabbrica nel 1879 e l'avvicendamento ebbe ripercussioni molto positive per la zona. Balestrieri trasformò l'impianto in uno iutificio, assunse molti cittadini, costruì abitazioni per i suoi dipendenti e investì nella realizzazione della linea tramviaria Lucca-Ponte a Moriano. Inoltre, aiutò molte famiglie povere della zona.
A poco a poco, però, le crescenti tensioni fra l'imprenditore e i suoi sottoposti, i quali erano costretti a turni di lavoro molto duri, a cui si unì il malcontento dei locali per le continue assunzioni di operai specializzati forestieri in luogo degli abitanti del posto, affievolirono l'entusiasmo dei primi anni.
Balestrieri morì nel 1900, pochi mesi dopo aver posto in liquidazione lo iutificio: in suo onore venne costruito un monumento nel 1902.

#### Pastificio Mennucci
Nel 1877, Giuseppe Mennucci, un possedente della zona, acquistò un piccolo negozio di alimentari vicino a Sant'Ansano. Assieme a un socio, Pasquale Bucchianeri, dal 1882 vi impiantò una società per la fabbricazione di pane e pasta. Maurizio, nipote di Giuseppe, prese le redini del pastificio nel 1919 e lo fece crescer fino a renderlo una realtà industriale importante, il Pastificio Mennucci S. p. A. Nel 1966 venne inaugurato il moderno stabilimento, tuttora funzionante, di San Gemignano.

#### Tentativi di scissione dal comune di Lucca
Nel corso degli ultimi decenni del XIX secolo il territorio settentrionale del comune di Lucca, il quale ruotava e ruota attorno all'attuale Ponte a Moriano, provò a dividersi da Lucca per trasformarsi in un comune autonomo. Nel 1875 i pontemorianesi infatti chiesero al Comune di realizzare una fonte pubblica. Per motivi di bilancio, la giunta inizialmente respinse le richieste, salvo poi scendere a un compromesso coi rappresentanti politici di Ponte a Moriano: due anni più tardi sarebbero iniziati i lavori per la costruzione di un pozzo all'incrocio fra via del Brennero e lo stradone dei Trenta. Gli abitanti tuttavia chiesero a gran voce la realizzazione di una fonte in luogo del pozzo previsto dagli accordi e chiesero di sospendere i lavori appena iniziati: questo evento rese teso il rapporto fra i maggiorenti locali e i cittadini. Il presidente di sezione chiese di rivedere il progetto con l'approvazione della prefettura, senza successo. Il pozzo alla fine venne realizzato e i lavori partirono da fine 1878.
Sempre nel 1878 si concluse la vicenda relativa alla realizzazione di una piazza del mercato nella zona. I cittadini locali chiesero al Comune un terreno ove costruire la piazza per il mercato locale con una certa insistenza e, nonostante le rimostranze della Giunta, la quale si oppose ancora una volta per i soliti motivi di bilancio, il Comune alla fine cedette e acquistò un terreno appartenuto ai Brancoli per costruirvi la piazza del mercato: decisivo fu l'intervento della Prefettura, che sconsigliò al Comune di utilizzare la strada nazionale o la spiaggia del Serchio come sede fissa del mercato per i rischi connessi.
Le lamentele dalla giunta tuttavia non placarono gli animi dei pontemorianesi. Anche se il Comune era riuscito a soddisfare le richieste dei cittadini, Ponte a Moriano provò a dividersi dal comune di Lucca: il tentativo non ebbe un buon esito e i locali dovettero accontentarsi, come riconoscimento minimo dell'autonomia locale, di un ufficio dello Stato Civile, che il Comune aprì nella frazione nel 1894.
Negli anni Settanta del secolo successivo un gruppo di pontemorianesi valutò un secondo tentativo di scissione dal comune di Lucca, ma parte del Morianese e l'intera Brancoleria non supportarono politicamente l'operazione, la quale fallì anche per la nascita delle circoscrizioni, una forma di riconoscimento limitato delle autonomie locali. Il comune di Lucca creò una circoscrizione apposita per quei paesi che avevano tentato la scissione già a fine Ottocento, con capoluogo proprio Ponte a Moriano. Essa però cessò di esistere nel 2000, quando la legge in materia aumentò a 250.000 il numero minimo di abitanti per costituirle.

#### La tranvia e la stazione ferroviaria

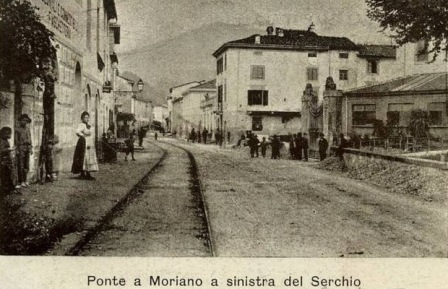
La tranvia Ponte a Moriano-Lucca in una cartolina di fine '800

Nata su impulso di Balestrieri, il 9 settembre 1883 venne inaugurata la tratta tranviaria che dalla zona antistante lo iutificio arrivava sino a Piazza S. Maria, entro le Mura di Lucca. Nonostante il fallimento di Balestrieri nel 1900, la tranvia rimase in vita fino al 1932: dapprima, l'azienda che rilevò l'attività dello iutifico acquisì anche la tranvia, che, ormai obsoleta, venne ceduta nel 1924 al Consorzio Trasporti Pubblici, il quale a sua volta la cedette nel 1931 a un imprenditore della zona, Luigi Barsotti, concedendo però la tramvia alla società Lazza e Govigli di Pistoia, che ampliò la lunghezza del tratto fino alla località Vinchiana.
L'11 febbraio 1892 erano state inaugurate la stazione di Ponte a Moriano e la ferrovia Lucca-Ponte a Moriano.

### Il '900

#### La nascita di Ponte a Moriano
Nel 1901, per la prima volta, Ponte a Moriano fu indicato nei censimenti nazionali come frazione di Lucca. Negli anni successivi tuttavia la frazione tornò a essere censita con le quattro zone che oggi costituiscono il territorio della frazione. Il professor Lera, nel 1974, indicò la zona di San Gemignano come Ponte a Moriano in quanto centro di quella zona a Nord del centro di Lucca.
Nel 1992 lo statuto del comune di Lucca riconobbe, infine, come "ambito territoriale" Ponte a Moriano: essa comprende, oggi come allora, i territori di Saltocchio, San Gemignano di Moriano, Santo Stefano di Moriano e Sesto di Moriano. Ma nelle successive rilevazioni, Ponte a Moriano non viene più citata, pur esistendo nei documenti ufficiali

#### La seconda guerra mondiale
Vista la sua vicinanza alla strada del Brennero, la zona del Morianese fu una fra le zone della Lucchesia maggiormente colpite dalle incursioni naziste dopo l'armistizio dell'8 settembre 1943. Molti fra i civili furono vittime delle deportazioni tedesche mentre molti altri, per evitare la deportazione, si arruolarono nell'organizzazione Todt, che gestiva la logistica e le infrastrutture dell'esercito tedesco.

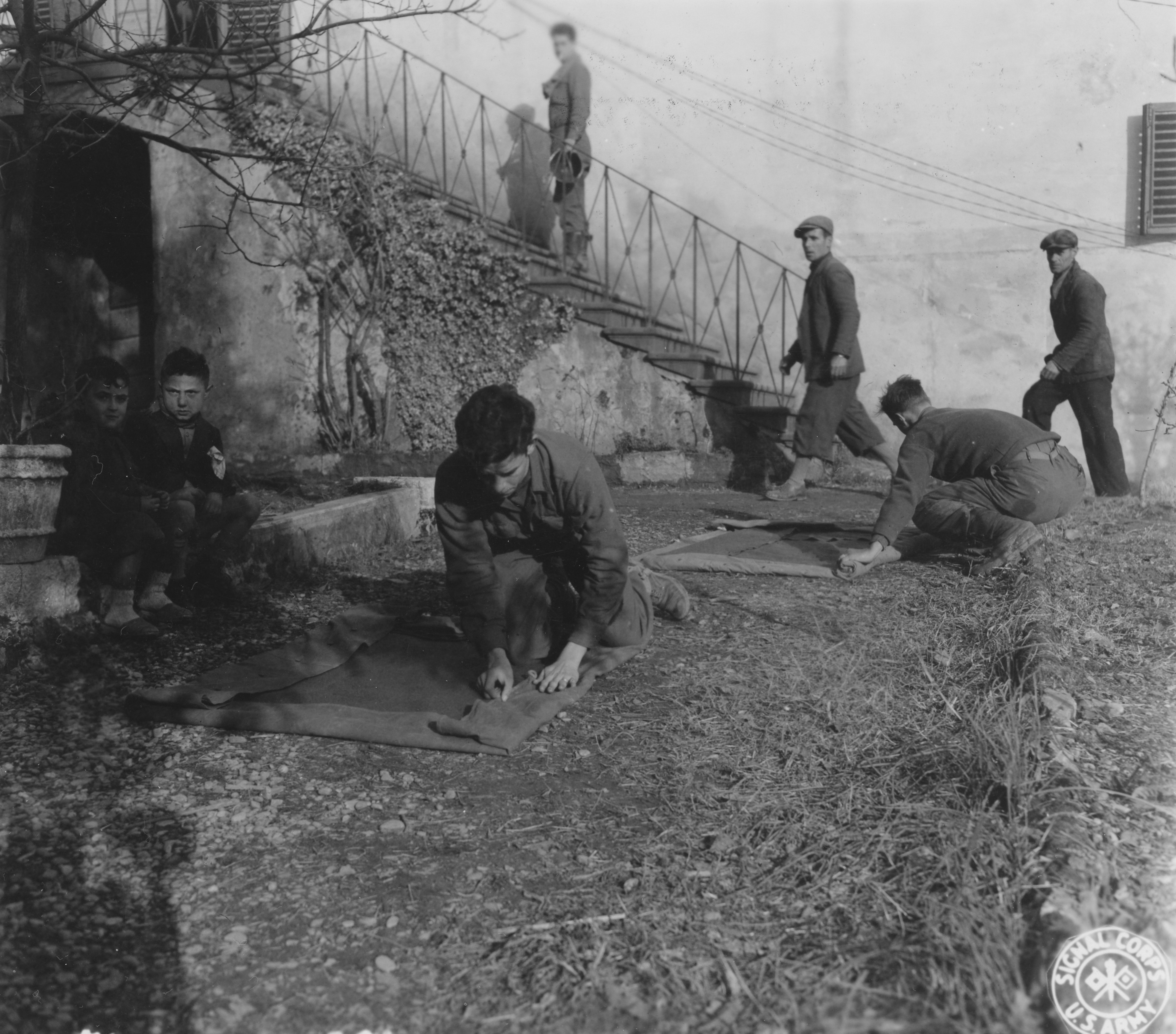
Due soldati americani che preparano i loro bagagli in vista di un trasferimento. Ponte a Moriano, gennaio 1945.

Dopo la liberazione di Lucca, avvenuta il 5 settembre 1944, i soldati tedeschi iniziarono a dare la caccia ai partigiani presenti nella zona, i quali erano supportati però dagli Alleati.
Il 12 settembre, dopo alcuni tentativi vani, una pattuglia statunitense decise di disperdere un gruppo di partigiani e cercare di sconfiggere i tedeschi, ritiratisi presso la Chiesa di Saltocchio. Lo scontro, avvenuto nella mattinata, ebbe un risultato negativo per gli Alleati, i quali nel pomeriggio bombardarono pesantemente la zona, uccidendo cinque civili e distruggendo moltissimi edifici, civili e non.

## Le quattro zone

### Santo Stefano di Moriano
In origine noto come Castello, Santo Stefano di Moriano è uno del due centri dell'odierna Ponte a Moriano che sono sorti sulla sponda occidentale del Serchio. La sua importanza crebbe quando, alle pendici del colle ove sorgeva già allora la chiesa, venne edificato un castello, il quale divenne poi residenza del Vescovo e centro della Jura.
La chiesa, ancor oggi esistente, ha avuto una notevole importanza ecclesiastica nel corso della sua esistenza. Del castello, invece, sono rimasti solamente i ruderi. È stato abbandonato anche il cimitero storico, sostituito dal nuovo cimitero della Mulerna agli inizi del XX Secolo. L'attuale Santo Stefano possiede anche alcuni territori sulla sponda orientale del fiume, nonostante essa si sviluppi sulla sponda occidentale: la zona presente sulla destra del Serchio viene chiamata "borgata antica" e segue il corso del Serchio. Il torrente Mulerna, che dà il nome al cimitero, divide Santo Stefano da Sesto. Nel 2021 il centro aveva 322 abitanti.

#### La chiesa di Santo Stefano
La chiesa dedicata a Santo Stefano, monumento principale della zona, si trova sul punto più elevato della collina sovrastante la Via Lodovica. La chiesa, nata probabilmente come cappella del castello attorno al X secolo, prese la struttura attuale nel corso del XVII secolo. Venne ricostruita nel secolo successivo e restaurata nel 1840. In facciata include una lapide dedicata ai caduti del secondo conflitto mondiale, affiancata nel 1990 da un'altra, posta in memoria di don Virgilio Bucchianeri, a lungo rettore della chiesa. Nelle vicinanze si trovano i ruderi del castello e il cimitero storico, recintato da un muro e abbandonato.

#### Il castello vescovile
Costruito sulla riva destra del Serchio, il Castello godeva di un'ottima posizione, trovandosi su un colle che domina il fiume e le vie di comunicazione verso nord. A est del luogo si trova una rupe che arriva sino alle acque del fiume.
Stando agli studi di Andrea Augenti, il castello non fu fondato ex novo nel X secolo da Pietro II vescovo di Lucca, ma venne creato, sempre nel corso del decimo secolo, come struttura difensiva di un nucleo abitativo già presente, come testimonierebbe la presenza di una chiesa dedicata a Santo Stefano in quel luogo nel IX secolo, la quale potrebbe corrispondere a una chiesetta dedicata a San Pietro di cui si hanno notizie a partire dal VIII secolo. Di questa chiesa non è rimasto nulla e l'ultima citazione di tale edificio risale al 1575.

#### Il cimitero della Mulerna
Nel 1912 esso prese il posto dell'antico cimitero adiacente il castello. È il cimitero più noto della frazione.

### Sesto di Moriano
Nota per le due pievi, sorte una a fianco dell'altra, Sesto di Moriano prende il nome dalle miglia romane sulla Via Clodia Nova. Sesto ebbe grande importanza in passato in quanto attraversata dalla Via Clodia Seconda. Risalgono al 902 le prime attestazioni della pieve "vecchia", di origine romanica, ai cui lati è successivamente nata una seconda Pieve, definita "nuova". L'abitato della zona si è sviluppato verso Nord, percorrendo la Via Lodovica, anche se qualche nucleo sparso sorge fra i colli della zona.
Attualmente è una zona poco abitata, il cui territorio segue il corso del fiume Serchio fino al confine con Piaggione.

#### La pieve "vecchia"
La pieve più antica, costruita sul versante sud della pieve più recente, è di origine romanica, a navata unica e con una sola abside. La facciata è decorata da una nonofora ad arco rientrante sopra l'unica porta centrale. Sulla destra è visibile il fonte battesimale a immersione. Della pieve si hanno poche notizie storiche e non è oggi utilizzata per il culto; ha un piano di calpestio circa due metri più basso dell'attuale sede stradale.

#### La pieve "nuova"
Edificata nel Trecento, essa originariamente prevedeva una pianta a una navata sola, ma ha subito molti rimaneggiamenti nel corso degli anni. Oggi ha la forma di una croce latina ed è stata decorata con affreschi di varie epoche, perlopiù seicenteschi e settecenteschi. Di fianco alla facciata sorge l'antica torre campanaria.

### San Gemignano di Moriano
Sviluppatasi sulla sponda orientale del fiume, è il centro della frazione: non di rado è facile confondere infatti la zona di San Gemignano con la vera e propria Ponte a Moriano, anche a causa di un cartello con la scritta "Ponte a Moriano" presente nella zona. Dopo la bonifica dell'Auser, che venne effettuata da San Frediano per evitare le costanti inondazioni del fiume attorno alla seconda metà del VI secolo, essa diventò una zona di passaggio per pastori e per mercanti: probabilmente proprio dei mercanti costruirono una cappella dedicata al Patrono di Modena. La chiesa venne costruita attorno al VII secolo. La zona fu sempre sottoposta al controllo della Repubblica lucchese, a differenza del resto dell'attuale frazione, la quale faceva capo invece alla jura. Essa rimase comunque, fino a fine XV secolo, sottoposta anche al controllo della nobile famiglia degli Avvocati, i quali controllavano anche la vicina Saltocchio. Nel 1494 si estinse la linea mascolina degli Avvocati e con essa si chiuse anche il controllo sulle due zone nate a est del Serchio. Da quel momento le due aree rientrarono definitivamente sotto la giurisdizione di Lucca. Oggi consta di 1 032 abitanti e la locale sede della Croce Verde si trova in questa zona.

#### La Chiesa di San Gemignano

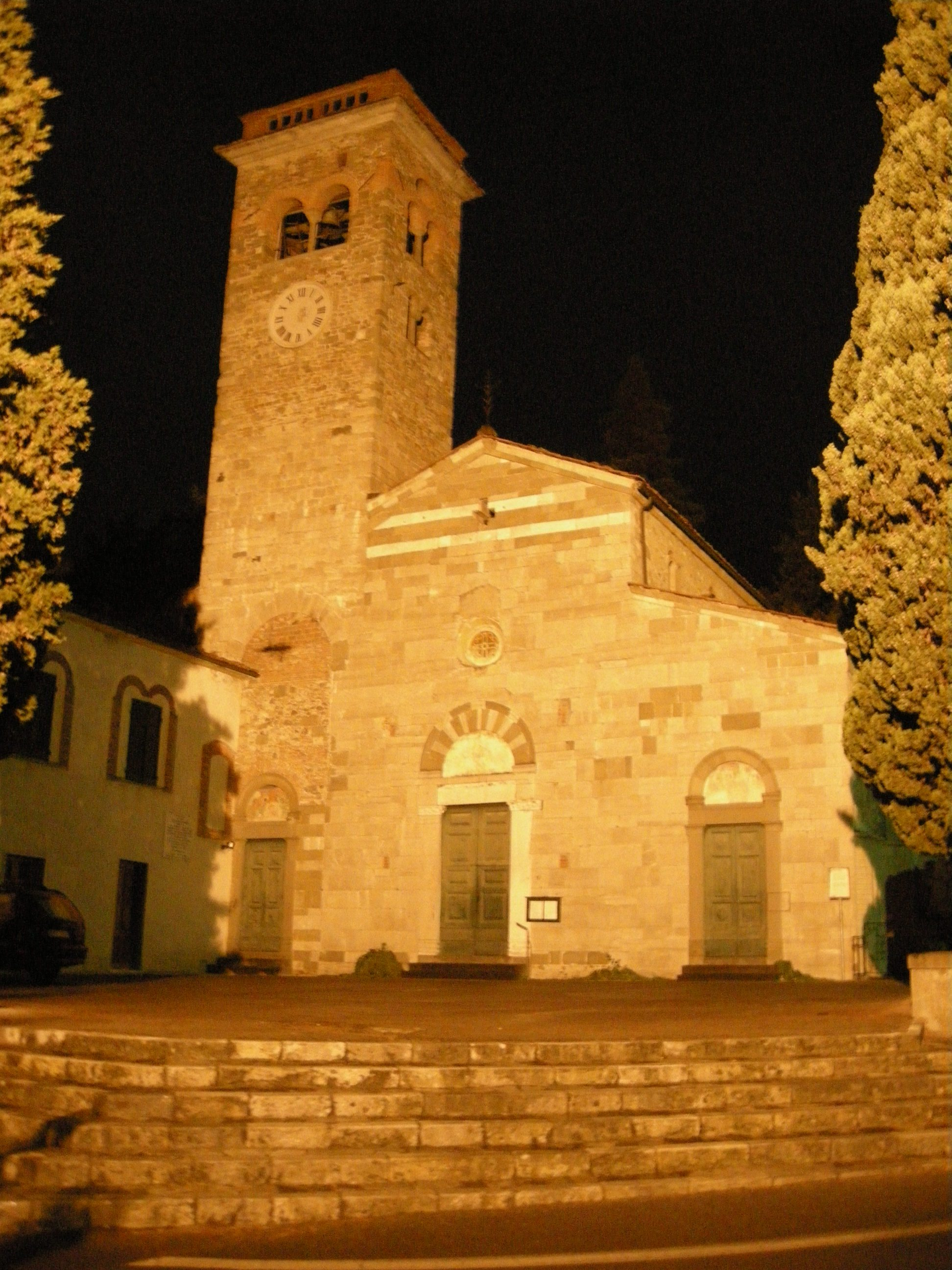
La facciata della chiesa dedicata a San Gemignano

Le prime citazioni storiche della cappella risalgono al VIII secolo, ma di questo edificio oggi rimangono poche tracce: nel Trecento i fiorentini diedero alle fiamme gran parte di San Gemignano, inclusa la chiesa. L'edificio fu ricostruito almeno parzialmente attorno al 1330, ma fu oggetto di ampliamenti e danneggiamenti di vario tipo fino al 1847, anno in cui si decise di ampliare la struttura con due cappelle laterali con tre ordini di archi e pilastri: quella di destra venne dedicata al Crocifisso, mentre quella sinistra fu consacrata a San Rocco. Nel 1885 si decise di ampliare ulteriormente la chiesa: si decise di allungare l'edificio, fu ridotto il terrapieno su cui poggiava il giardino di Villa Trenta, con l'abside portato al limite del muro di riferimento. L'abside fu completato nel 1886. In quel periodo vennero effettuati anche altri importanti lavori: la navata centrale fu rialzata, venne edificata la nuova sacrestia, si realizzarono due arcate della navata destra e la porta laterale, oltre alla sacrestia. Oltre a questo, la facciata fu completamente rifatta, mentre nel 1890 venne completato il campanile, dando alla chiesa l'aspetto attuale. Nel corso degli anni venti del Novecento l'organo venne ricostruito, mentre il tetto e la canonica, distrutti durante la seconda guerra mondiale, vennero ricostruiti velocemente, tanto che già nel 1948 la Chiesa era nuovamente agibile. Oltre al tetto e alla canonica ritornarono in opera le campane, le quali furono rifuse dopo che le originali erano state requisite dal regime fascista.

#### Villa Trenta
Villa appartenuta a lungo alla nobile famiglia lucchese dei Trenta, oggi è di proprietà dei marchesi Solari ed è situata dietro la Chiesa.

#### Stazione ferroviaria

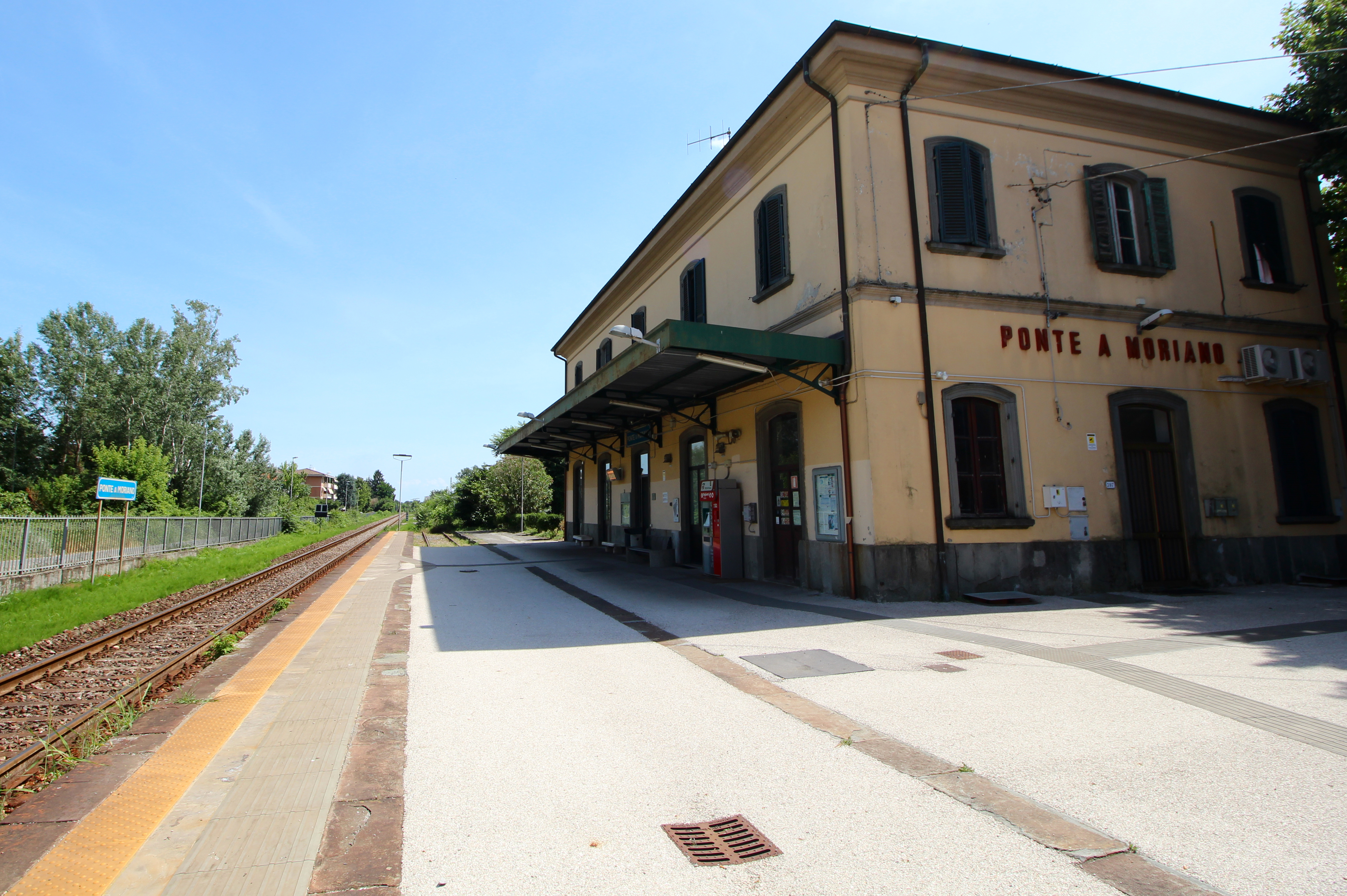
Una foto della stazione

Inaugurata l'11 febbraio 1892, ebbe il ruolo di primo capolinea delle ferrovie per Lucca. A lungo ebbe anche un raccordo con la tranvia Lucca-Ponte a Moriano, ma dopo la guerra è stata progressivamente abbandonata, diventando una semplice fermata sulla linea ferroviaria fra Lucca e Aulla. A oggi risulta impresenziata. Si trova al confine fra San Gemignano e Saltocchio.

#### La piazza e il teatro
Un primo teatro risultava presente a fine Ottocento in località "Il Giardinetto", ove ora sorge una piccola pensione, sulla via Nazionale. Poche decine di metri più avanti, nella zona retrostante la piazza del mercato, oggi dedicata a Cesare Battisti, sorse negli anni trenta del Novecento il Palazzo Littorio, sul cui retro venne poi creato un campo da calcio. Il teatro venne inaugurato nel 1932; fino agli anni Settanta fu anche adibito a sala cinematografica, ma successivamente cadde in uno stato di abbandono, dopo avere conosciuto, nei suoi primi decenni di vita, un buon successo. Venne ristrutturato tra 2002 e 2003, per motivi di sicurezza, e nel 2021 si trova in fase di ristrutturazione per motivi legati alla sicurezza.

### Saltocchio
Originariamente era un insediamento al centro dei tre antichi rami dell'Auser; fu fondato durante la Guerra gotica per via di una torre posta a difesa di un guado, che servì come primo "muro" per difendersi dalle acque del fiume. Nel 972 d. C. viene citata per la prima volta la chiesa di Sant'Andrea in "Saltucclo", antico nome dell'attuale luogo. Nel 2021 è l'area di Ponte più popolosa, contando 2 464 abitanti sui 4225 totali della frazione. Si è evoluta molto a partire dalla seconda metà dell'Ottocento, al pari di San Gemignano, per via dell'industrializzazione della zona.

#### Chiesa di Sant'Andrea

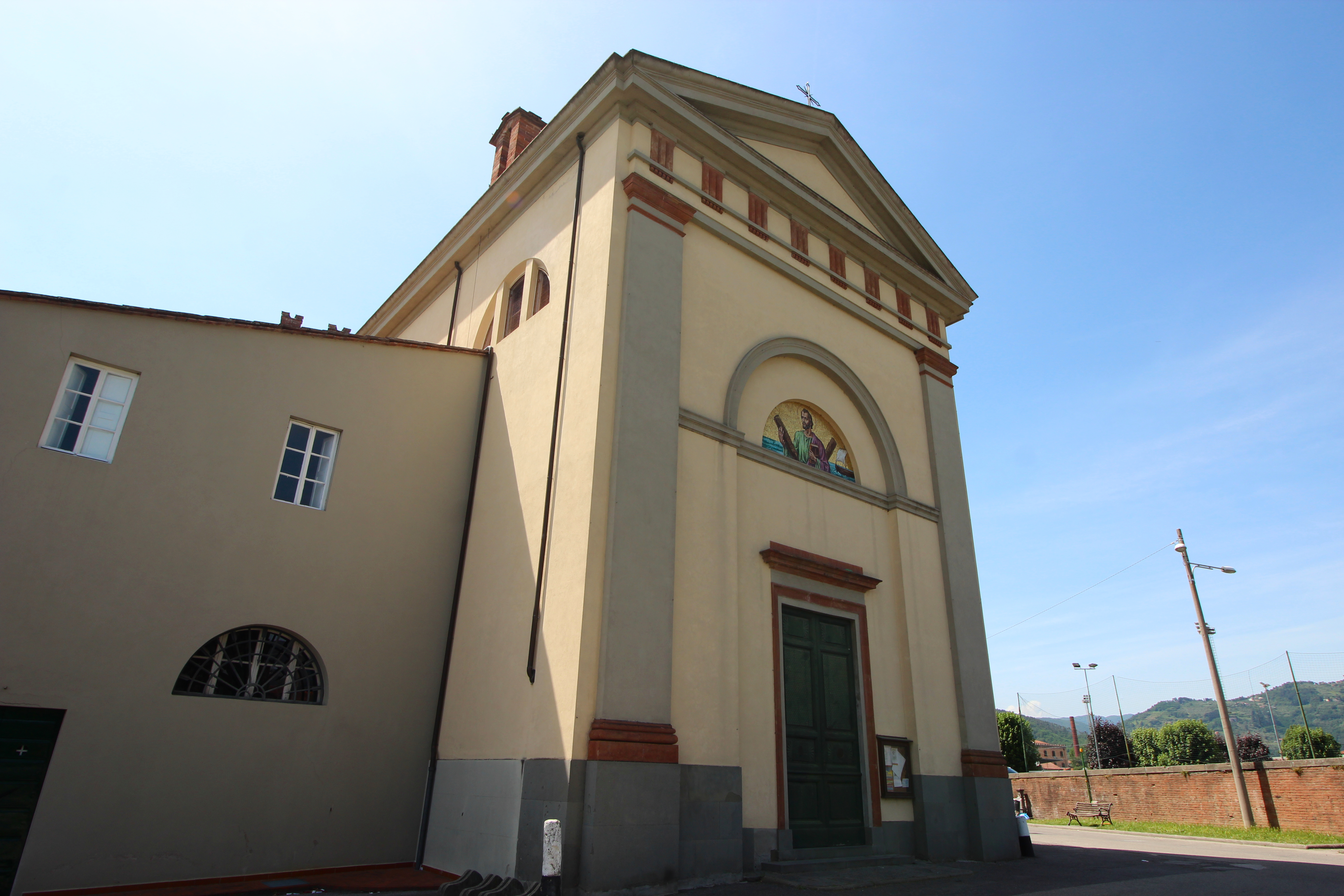
Facciata della chiesa

Una prima cappella dedicata al Santo era già esistente nel 759, ma venne distrutta e riedificata in stile romanico fra XII secolo e XIII secolo. Nel tardo Cinquecento la chiesa fu consacrata nuovamente, dopo alcuni lavori sostanziali, fra cui l'allungamento della navata. La chiesa attuale tuttavia venne ricostruita totalmente nel corso della prima metà dell'Ottocento. Riprende i tratti neoclassici della facciata della pieve di Marlia, ed è a navata unica con due cappelle laterali: quella sinistra, dedicata originariamente alla Madonna Addolorata, oggi è consacrata al Sacro Cuore, mentre quella di destra, per via della presenza di un fonte battesimale, è nota come cappella del Battistero.

#### Cimitero di Sant'Andrea
Grande cimitero, è noto oggi per il monumento dedicato ai caduti del Primo Conflitto Mondiale.

## Il Ponte di Sant'Ansano

### Storia
La costruzione originaria, risalente al XI secolo probabilmente era composta da più passerelle in legno le quali venivano ricostruite dopo ogni esondazione del Serchio. Nel 1147 i consoli che controllavano Lucca lo fecero riedificare come un ponte stabile, visto il crescente numero di viandanti e merci che passavano per quella strada. Oltre a questo, il ponte aveva un'importante funzione nel raccordo delle vie idriche.
Il ponte era affidato alla compagnia dei pontieri, monaci dipendenti dai rettori dei conventi di Sant'Ilario di Brancoli e San Ginese di Mammoli, confraternita di cui non è rimasta alcuna traccia dopo la distruzione del 1336 ad opera dei fiorentini.
In alcuni documenti risalenti a fine Quattrocento, sembra che durante l'epoca di Castruccio Castracani il ponte venisse rifatto in due occasioni, ma tale ipotesi non trova riscontro effettivo nei documenti riguardanti il ponte durante gli anni del controllo del Castracani.
Fedocchino del Gallo decise di fortificare il ponte durante l'invasione fiorentina di Lucca, tuttavia questi lavori non furono sufficienti a evitare la distruzione del ponte da parte delle ricorrenti piene del Serchio. Il ponte fu ricostruito interamente nel 1342 una prima volta, per poi essere edificato nuovamente nel 1403 da Paolo Guinigi. Nel 1490 fu nuovamente edificato, due anni dopo una distruzione causata da calamità naturale, su progetto di Matteo Civitali.
Nel 1579, l'ingegnere fiammingo Willem de Raet fu incaricato dalla Repubblica di Lucca di porre una soluzione definitiva al problema. Il progetto dell'ingegnere belga fu però bocciato e il rifacimento del ponte venne affidato a Vincenzo Civitali, nipote del celebre Matteo.
Nel 1819 il ponte, che in precedenza non aveva ricevuto adeguata manutenzione, fu abbattuto nuovamente da una esondazione del Serchio, venendo ricostruito solo 10 anni più tardi per volontà dei Borbone. Nel 1832, inoltre, Lorenzo Nottolini iniziò alcuni lavori per migliorare la regimentazione delle acque, completando i lavori circa tre anni dopo.

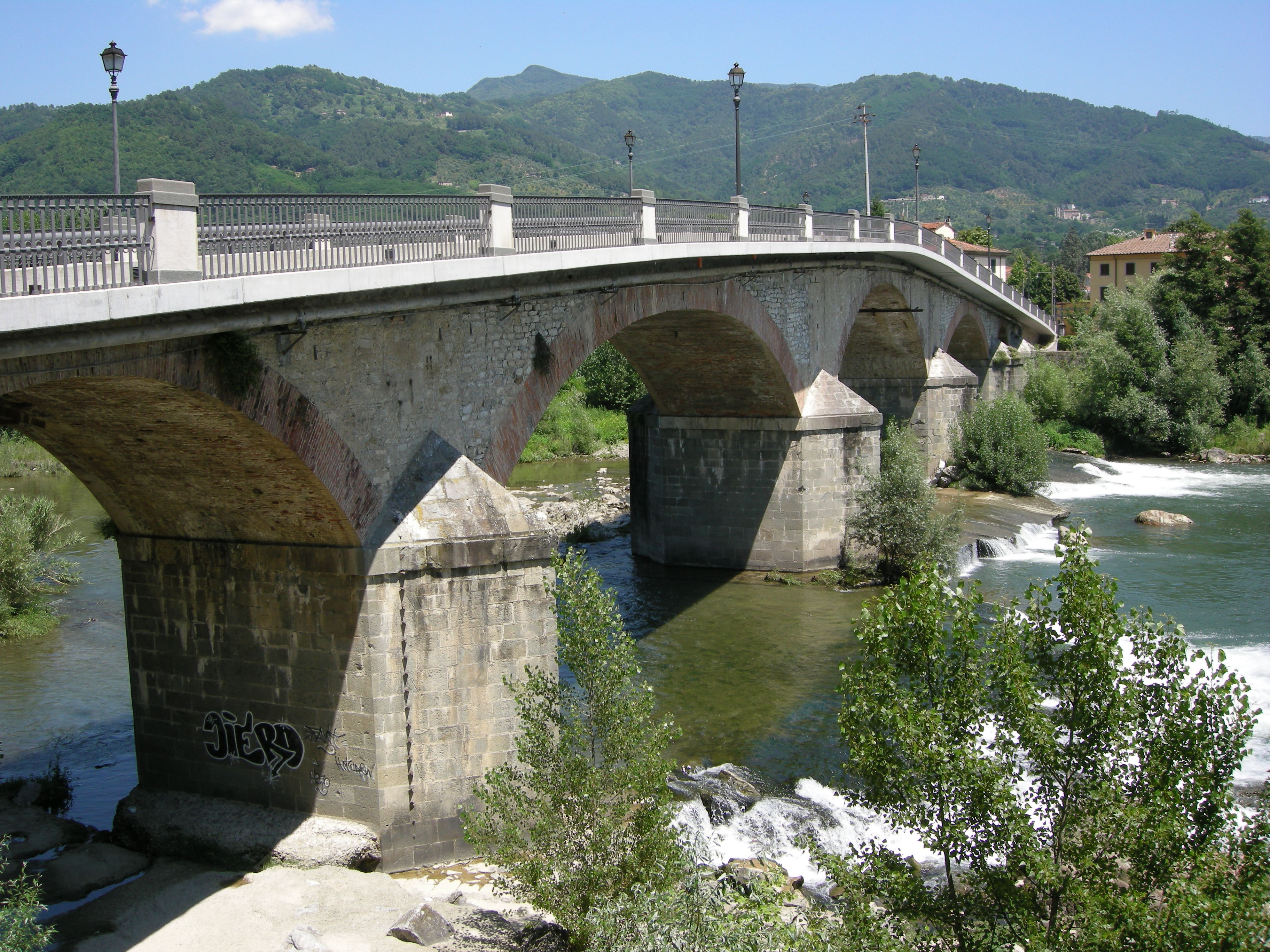
Un'immagine del ponte dalla sponda ovest

### Il ponte odierno
A causa di alcuni danni subiti nel corso della seconda guerra mondiale e del traffico pesante, il ponte fu oggetto di vari lavori nel corso della seconda metà del 1900. Nel 1990 le statue di Sant'Ansano e Maria Maddalena furono sostituite con delle copie, a causa di alcuni atti di vandalismo. Nel 2015 venne inaugurata una targa commemorativa dei novecento anni dalla inaugurazione del Ponte. La struttura del ponte attuale è quella dell'ultima ricostruzione vera e propria, risalente al 1832, anche se subì alcuni danni durante il secondo conflitto mondiale: le macerie sono tuttora visibili ai piedi del ponte.